# 過海隧道巴士336線
過海隧道巴士336線是香港九龍巴士經營的一條早上繁忙時間巴士路線，由梨木樹單向開往上環。此路線已於2014年6月16日停辦，由當日開辦的936線取代。

## 歷史
- 1992年5月18日：投入服務，由中巴及九巴聯合經營，中巴更在早上加開金鐘至梨木樹的班次，目的是免得空車入新界，使本路線成為雙向路線。
- 1998年9月1日：中巴喪失專營權，本路線改為九巴獨自經營。

由於青山公路並沒有直接道路進入西隧，本路線在西隧通車後並沒有改行西隧。不過本路線在葵青區路線取道西隧的大勢之下，仍然行走紅隧，容易因加士居道平日繁忙時間紅隧及九龍灣方向交通擠塞延誤時間。
因此運輸署及九巴於《2013-14年度巴士路線發展計劃》建議本路線改行西區海底隧道，更改編號為936，以銅鑼灣（棉花路）作終站，並增設回程服務，加強梨木樹及上葵涌的過海隧巴服務，建議已獲荃灣區議會通過，有關建議於2014年6月16日生效，而336線已於2014年6月14日提供最後一日服務。

## 車費
- 全程：$17.3
- 過海底隧道後往上環：$5.7

兒童及長者半價。

## 派車
主要在早上抽調36B和243M線巴士行走。
車型不定，但主要為丹尼士三叉戟12米、富豪超級奧林比安或亞歷山大丹尼士Enviro 500。

## 途經街道
經：和宜合道、青山公路－葵涌段、蝴蝶谷道、荔枝角道、西九龍走廊、渡船街、加士居道天橋、漆咸道南、康莊道、紅磡海底隧道、告士打道、夏慤道、紅棉路、金鐘道及德輔道中

### 車站一覽
| 梨木樹開                                   | 梨木樹開         | 梨木樹開             |
| 車站                                       | 車站名稱         | 位置                 |
| ------------------------------------------ | ---------------- | -------------------- |
| 1                                          | 梨木樹巴士總站   | 梨木樹公共運輸交匯處 |
| 2                                          | 和宜合道運動場   | 和宜合道             |
| 3                                          | 梨木道           | 和宜合道             |
| 4                                          | 藍田街           | 和宜合道             |
| 5                                          | 打磚坪街         | 和宜合道             |
| 6                                          | 石英徑           | 青山公路－葵涌段     |
| 7                                          | 業成街           | 青山公路－葵涌段     |
| 8                                          | 華員邨           | 青山公路－葵涌段     |
| 西九龍走廊至漆咸道南；康莊道、紅磡海底隧道 |                  |                      |
| 9                                          | 伊利莎伯大廈     | 告士打道             |
| 10                                         | 舊灣仔警署       | 告士打道             |
| 11                                         | 分域街           | 告士打道             |
| 12                                         | 海富中心         | 夏愨道               |
| 13                                         | 匯豐總行         | 德輔道中             |
| 14                                         | 利源東街         | 德輔道中             |
| 15                                         | 上環（金龍中心） | 德輔道中             |

## 外部連結
九巴
- 過海隧道巴士336線 （页面存档备份，存于）

其他
- KMB Crossing Harbour Route 九巴過海路線－336 （页面存档备份，存于）
- i-busnet.com－Harbour Rt. 336